# IBU-Junior-Cup 2023/24
Der IBU-Junior-Cup 2023/24 wurde zwischen dem 6. Dezember 2023 und dem 2. März 2024 ausgetragen. Es handelte sich um die achte Austragung der höchsten, von der IBU organisierten, Rennserie für Juniorinnen und Junioren im Biathlon.
Höhepunkt der Saison waren die Biathlon-Juniorenweltmeisterschaften 2024 im estnischen Otepää. Diese Wettkämpfe flossen auch in die Wertungen des IBU-Junior-Cups mit ein.
Das polnische Jakuszyce richtete erstmals eine internationale Biathlon-Veranstaltung aus.
Gesamtsieger des IBU-Juniorcups war bei den Damen erneut die Österreicherin Anna Andexer und bei den Herren der Österreicher Lukas Haslinger. Deutschland entschied sowohl beide Nationenwertungen als auch die Staffelwertung für sich.

## Wettkampfkalender
| Datum                                 | Ort       | Wettkämpfe                                                          |
| ------------------------------------- | --------- | ------------------------------------------------------------------- |
| 6.–10. Dezember 2023                  | Pokljuka  | Sprint, Einzel                                                      |
| 11.–16. Dezember 2023                 | Ridnaun   | Sprint, Mixed-Staffel, Single-Mixed-Staffel, Sprint                 |
| 30. Januar – 4. Februar 2024          | Jakuszyce | Einzel, Sprint, Sprint                                              |
| 5.–11. Februar 2024 (JEM 2024)        | Jakuszyce | Einzel, Mixed-Staffel, Single-Mixed-Staffel, Sprint, Massenstart 60 |
| 21. Februar – 2. März 2024 (JWM 2024) | Otepää    | Mixed-Staffel, Einzel, Sprint, Massenstart 60, Staffel              |

## Juniorinnen
| 1. IBU-Junior-Cup auf der Pokljuka, 6.–10. Dezember 2023 | 1. IBU-Junior-Cup auf der Pokljuka, 6.–10. Dezember 2023 | 1. IBU-Junior-Cup auf der Pokljuka, 6.–10. Dezember 2023 | 1. IBU-Junior-Cup auf der Pokljuka, 6.–10. Dezember 2023 | 1. IBU-Junior-Cup auf der Pokljuka, 6.–10. Dezember 2023 |
| -------------------------------------------------------- | -------------------------------------------------------- | -------------------------------------------------------- | -------------------------------------------------------- | -------------------------------------------------------- |
| Datum                                                    | Disziplin                                                | Erster Platz                                             | Zweiter Platz                                            | Dritter Platz                                            |
| 9. Dezember 2023 (Sa.)                                   | Sprint (7,5 km)                                          | Anna Andexer                                             | Voldiya Galmace-Paulin                                   | Fany Bertrand                                            |
| 10. Dezember 2023 (So.)                                  | Einzel (12,5 km)                                         | Fany Bertrand                                            | Alina Nußbicker                                          | Lisa Siberchicot                                         |

| 2. IBU-Junior-Cup in Ridnaun, 11.–16. Dezember 2023 | 2. IBU-Junior-Cup in Ridnaun, 11.–16. Dezember 2023 | 2. IBU-Junior-Cup in Ridnaun, 11.–16. Dezember 2023 | 2. IBU-Junior-Cup in Ridnaun, 11.–16. Dezember 2023 | 2. IBU-Junior-Cup in Ridnaun, 11.–16. Dezember 2023 |
| --------------------------------------------------- | --------------------------------------------------- | --------------------------------------------------- | --------------------------------------------------- | --------------------------------------------------- |
| Datum                                               | Disziplin                                           | Erster Platz                                        | Zweiter Platz                                       | Dritter Platz                                       |
| 13. Dezember 2023 (Mi.)                             | Sprint (7,5 km)                                     | Anna Andexer                                        | Alma Siegismund                                     | Fabiana Carpella                                    |
| 16. Dezember 2023 (Sa.)                             | Sprint (7,5 km)                                     | Anna Andexer                                        | Marlene Fichtner                                    | Alma Siegismund                                     |

| 3. IBU-Junior-Cup in Jakuszyce, 30. Januar – 4. Februar 2024 | 3. IBU-Junior-Cup in Jakuszyce, 30. Januar – 4. Februar 2024 | 3. IBU-Junior-Cup in Jakuszyce, 30. Januar – 4. Februar 2024 | 3. IBU-Junior-Cup in Jakuszyce, 30. Januar – 4. Februar 2024 | 3. IBU-Junior-Cup in Jakuszyce, 30. Januar – 4. Februar 2024 |
| ------------------------------------------------------------ | ------------------------------------------------------------ | ------------------------------------------------------------ | ------------------------------------------------------------ | ------------------------------------------------------------ |
| Datum                                                        | Disziplin                                                    | Erster Platz                                                 | Zweiter Platz                                                | Dritter Platz                                                |
| 1. Februar 2024 (Do.)                                        | Einzel (12,5 km)                                             | Alina Nußbicker                                              | Wilma Anhaus                                                 | Ilaria Scattolo                                              |
| 3. Februar 2024 (Sa.)                                        | Sprint (7,5 km)                                              | Anna Andexer                                                 | Alina Nußbicker                                              | Julia Vogler                                                 |
| 4. Februar 2024 (So.)                                        | Sprint (7,5 km)                                              | Anna Andexer                                                 | Wilma Anhaus                                                 | Lara Wagner                                                  |

| 8. Offene Junioreneuropameisterschaften in Jakuszyce, 5.–11. Februar 2024 | 8. Offene Junioreneuropameisterschaften in Jakuszyce, 5.–11. Februar 2024 | 8. Offene Junioreneuropameisterschaften in Jakuszyce, 5.–11. Februar 2024 | 8. Offene Junioreneuropameisterschaften in Jakuszyce, 5.–11. Februar 2024 | 8. Offene Junioreneuropameisterschaften in Jakuszyce, 5.–11. Februar 2024 |
| ------------------------------------------------------------------------- | ------------------------------------------------------------------------- | ------------------------------------------------------------------------- | ------------------------------------------------------------------------- | ------------------------------------------------------------------------- |
| Datum                                                                     | Disziplin                                                                 | Erster Platz                                                              | Zweiter Platz                                                             | Dritter Platz                                                             |
| 8. Februar 2024 (Do.)                                                     | Einzel (12,5 km)                                                          | Anna Andexer                                                              | Leonie Pitzer                                                             | Heda Mikolášová                                                           |
| 10. Februar 2024 (Sa.)                                                    | Sprint (7,5 km)                                                           | Lara Wagner                                                               | Sonja Leinamo                                                             | Anna Andexer                                                              |
| 11. Februar 2024 (So.)                                                    | Massenstart 60 (9 km)                                                     | Anna Andexer                                                              | Svatava Mikysková                                                         | Ema Kapustová                                                             |

| Biathlon-Juniorenweltmeisterschaften 2024 in Otepää, 21. Februar – 2. März 2024 | Biathlon-Juniorenweltmeisterschaften 2024 in Otepää, 21. Februar – 2. März 2024 | Biathlon-Juniorenweltmeisterschaften 2024 in Otepää, 21. Februar – 2. März 2024 | Biathlon-Juniorenweltmeisterschaften 2024 in Otepää, 21. Februar – 2. März 2024      | Biathlon-Juniorenweltmeisterschaften 2024 in Otepää, 21. Februar – 2. März 2024 |
| ------------------------------------------------------------------------------- | ------------------------------------------------------------------------------- | ------------------------------------------------------------------------------- | ------------------------------------------------------------------------------------ | ------------------------------------------------------------------------------- |
| Datum                                                                           | Disziplin                                                                       | Erster Platz                                                                    | Zweiter Platz                                                                        | Dritter Platz                                                                   |
| 25. Februar 2024 (So.)                                                          | Einzel (12,5 km)                                                                | Julia Tannheimer                                                                | Ema Kapustová                                                                        | Lena Repinc                                                                     |
| 28. Februar 2024 (Mi.)                                                          | Sprint (7,5 km)                                                                 | Sara Andersson                                                                  | Julia Tannheimer                                                                     | Walentina Dimitrowa                                                             |
| 29. Februar 2024 (Do.)                                                          | Massenstart 60 (9 km)                                                           | Julia Kink                                                                      | Ema Kapustová                                                                        | Fany Bertrand                                                                   |
| 2. März 2024 (Sa.)                                                              | Staffel (4 × 6 km)                                                              | DeutschlandAlina Nußbicker Julia Tannheimer Julia Kink Marlene Fichtner         | NorwegenAnn Kristin Aaland Gro Njølstad Randby Guro Femsteinevik Maren Brännare-Gran | FrankreichLéonie Jeannier Fany Bertrand Célia Henaff Lisa Siberchicot           |

## Junioren
| 1. IBU-Junior-Cup auf der Pokljuka, 6.–10. Dezember 2023 | 1. IBU-Junior-Cup auf der Pokljuka, 6.–10. Dezember 2023 | 1. IBU-Junior-Cup auf der Pokljuka, 6.–10. Dezember 2023 | 1. IBU-Junior-Cup auf der Pokljuka, 6.–10. Dezember 2023 | 1. IBU-Junior-Cup auf der Pokljuka, 6.–10. Dezember 2023 |
| -------------------------------------------------------- | -------------------------------------------------------- | -------------------------------------------------------- | -------------------------------------------------------- | -------------------------------------------------------- |
| Datum                                                    | Disziplin                                                | Erster Platz                                             | Zweiter Platz                                            | Dritter Platz                                            |
| 9. Dezember 2023 (Sa.)                                   | Sprint (10 km)                                           | Jakub Borguľa                                            | Linus Kesper                                             | Edgar Geny                                               |
| 10. Dezember 2023 (So.)                                  | Einzel (15 km)                                           | Nicolò Betemps                                           | Ramses Tiislär                                           | Wladyslaw Tschychar                                      |

| 2. IBU-Junior-Cup in Ridnaun, 11.–16. Dezember 2023 | 2. IBU-Junior-Cup in Ridnaun, 11.–16. Dezember 2023 | 2. IBU-Junior-Cup in Ridnaun, 11.–16. Dezember 2023 | 2. IBU-Junior-Cup in Ridnaun, 11.–16. Dezember 2023 | 2. IBU-Junior-Cup in Ridnaun, 11.–16. Dezember 2023 |
| --------------------------------------------------- | --------------------------------------------------- | --------------------------------------------------- | --------------------------------------------------- | --------------------------------------------------- |
| Datum                                               | Disziplin                                           | Erster Platz                                        | Zweiter Platz                                       | Dritter Platz                                       |
| 13. Dezember 2023 (Mi.)                             | Sprint (10 km)                                      | Matija Legović                                      | Wadim Kurales                                       | Marcin Zawół                                        |
| 16. Dezember 2023 (Sa.)                             | Sprint (10 km)                                      | Leonhard Pfund                                      | Domenic Endler                                      | Fabian Müllauer Tim Nechwatal                       |

| 3. IBU-Junior-Cup in Jakuszyce, 30. Januar – 4. Februar 2024 | 3. IBU-Junior-Cup in Jakuszyce, 30. Januar – 4. Februar 2024 | 3. IBU-Junior-Cup in Jakuszyce, 30. Januar – 4. Februar 2024 | 3. IBU-Junior-Cup in Jakuszyce, 30. Januar – 4. Februar 2024 | 3. IBU-Junior-Cup in Jakuszyce, 30. Januar – 4. Februar 2024 |
| ------------------------------------------------------------ | ------------------------------------------------------------ | ------------------------------------------------------------ | ------------------------------------------------------------ | ------------------------------------------------------------ |
| Datum                                                        | Disziplin                                                    | Erster Platz                                                 | Zweiter Platz                                                | Dritter Platz                                                |
| 1. Februar 2024 (Do.)                                        | Einzel (15 km)                                               | Benjamin Menz                                                | Franz Schaser                                                | Lukas Haslinger                                              |
| 3. Februar 2024 (Sa.)                                        | Sprint (10 km)                                               | Jakob Kulbin                                                 | Fabian Müllauer                                              | Jakub Borguľa                                                |
| 4. Februar 2024 (So.)                                        | Sprint (10 km)                                               | Lukas Haslinger                                              | David Neumayr                                                | Benjamin Menz                                                |

| 8. Offene Junioreneuropameisterschaften in Jakuszyce, 5.–11. Februar 2024 | 8. Offene Junioreneuropameisterschaften in Jakuszyce, 5.–11. Februar 2024 | 8. Offene Junioreneuropameisterschaften in Jakuszyce, 5.–11. Februar 2024 | 8. Offene Junioreneuropameisterschaften in Jakuszyce, 5.–11. Februar 2024 | 8. Offene Junioreneuropameisterschaften in Jakuszyce, 5.–11. Februar 2024 |
| ------------------------------------------------------------------------- | ------------------------------------------------------------------------- | ------------------------------------------------------------------------- | ------------------------------------------------------------------------- | ------------------------------------------------------------------------- |
| Datum                                                                     | Disziplin                                                                 | Erster Platz                                                              | Zweiter Platz                                                             | Dritter Platz                                                             |
| 8. Februar 2024 (Do.)                                                     | Einzel (15 km)                                                            | Enchsaichan Enchbat                                                       | Kalle Loukkaanhuhta                                                       | Jakob Kulbin                                                              |
| 10. Februar 2024 (Sa.)                                                    | Sprint (10 km)                                                            | Arttu Heikkinen                                                           | Marcin Zawół                                                              | Jakob Kulbin                                                              |
| 11. Februar 2024 (So.)                                                    | Massenstart 60 (12 km)                                                    | Matija Legović                                                            | Witalij Mandsyn                                                           | Lukas Haslinger                                                           |

| Biathlon-Juniorenweltmeisterschaften 2024 in Otepää, 21. Februar – 2. März 2024 | Biathlon-Juniorenweltmeisterschaften 2024 in Otepää, 21. Februar – 2. März 2024 | Biathlon-Juniorenweltmeisterschaften 2024 in Otepää, 21. Februar – 2. März 2024 | Biathlon-Juniorenweltmeisterschaften 2024 in Otepää, 21. Februar – 2. März 2024 | Biathlon-Juniorenweltmeisterschaften 2024 in Otepää, 21. Februar – 2. März 2024 |
| ------------------------------------------------------------------------------- | ------------------------------------------------------------------------------- | ------------------------------------------------------------------------------- | ------------------------------------------------------------------------------- | ------------------------------------------------------------------------------- |
| Datum                                                                           | Disziplin                                                                       | Erster Platz                                                                    | Zweiter Platz                                                                   | Dritter Platz                                                                   |
| 25. Februar 2024 (So.)                                                          | Einzel (15 km)                                                                  | Leonhard Pfund                                                                  | Valentin Lejeune                                                                | Jan Guńka                                                                       |
| 28. Februar 2024 (Mi.)                                                          | Sprint (10 km)                                                                  | Isak Frey                                                                       | Jan Guńka                                                                       | Linus Kesper                                                                    |
| 29. Februar 2024 (Do.)                                                          | Massenstart 60 (12 km)                                                          | Sivert Gerhardsen                                                               | Isak Frey                                                                       | Tobias Alm                                                                      |
| 2. März 2024 (Sa.)                                                              | Staffel (4 × 7,5 km)                                                            | NorwegenTobias Alm Sivert Gerhardsen Ole Suhrke Isak Frey                       | UkraineStepan Kinasch Bohdan Borkowskyj Serhij Suprun Witalij Mandsyn           | FrankreichValentin Lejeune Axel Garnier Théo Guiraud-Poillot Jacques Jefferies  |

## Mixed
| 2. IBU-Junior-Cup in Ridnaun, 11.–16. Dezember 2023 | 2. IBU-Junior-Cup in Ridnaun, 11.–16. Dezember 2023 | 2. IBU-Junior-Cup in Ridnaun, 11.–16. Dezember 2023                            | 2. IBU-Junior-Cup in Ridnaun, 11.–16. Dezember 2023                     | 2. IBU-Junior-Cup in Ridnaun, 11.–16. Dezember 2023                    |
| --------------------------------------------------- | --------------------------------------------------- | ------------------------------------------------------------------------------ | ----------------------------------------------------------------------- | ---------------------------------------------------------------------- |
| Datum                                               | Disziplin                                           | Erster Platz                                                                   | Zweiter Platz                                                           | Dritter Platz                                                          |
| 15. Dezember 2023 (Fr.)                             | Mixed-Staffel (M-W) (4 × 6 km)                      | UkraineStepan Kinasch Wladyslaw Tschychar Oleksandra Merkuschyna Olena Horodna | DeutschlandTim Nechwatal Leonhard Pfund Alma Siegismund Alina Nußbicker | ItalienDavide Compagnoni Nicolò Betemps Astrid Plosch Fabiana Carpella |
| 15. Dezember 2023 (Fr.)                             | Single-Mixed-Staffel (M-W) (6 km + 7,5 km)          | ÖsterreichLukas Haslinger Anna Andexer                                         | FrankreichEdgar Geny Fany Bertrand                                      | DeutschlandLinus Kesper Marlene Fichtner                               |

| 8. Offene Junioreneuropameisterschaften in Jakuszyce, 5.–11. Februar 2024 | 8. Offene Junioreneuropameisterschaften in Jakuszyce, 5.–11. Februar 2024 | 8. Offene Junioreneuropameisterschaften in Jakuszyce, 5.–11. Februar 2024      | 8. Offene Junioreneuropameisterschaften in Jakuszyce, 5.–11. Februar 2024      | 8. Offene Junioreneuropameisterschaften in Jakuszyce, 5.–11. Februar 2024      |
| ------------------------------------------------------------------------- | ------------------------------------------------------------------------- | ------------------------------------------------------------------------------ | ------------------------------------------------------------------------------ | ------------------------------------------------------------------------------ |
| Datum                                                                     | Disziplin                                                                 | Erster Platz                                                                   | Zweiter Platz                                                                  | Dritter Platz                                                                  |
| 8. Februar 2024 (Do.)                                                     | Mixed-Staffel (W-M) (4 × 6 km)                                            | Wettbewerbe aufgrund der Verschiebung der Einzelwettkämpfe ersatzlos abgesagt. | Wettbewerbe aufgrund der Verschiebung der Einzelwettkämpfe ersatzlos abgesagt. | Wettbewerbe aufgrund der Verschiebung der Einzelwettkämpfe ersatzlos abgesagt. |
| 8. Februar 2024 (Do.)                                                     | Single-Mixed-Staffel (W-M) (6 km + 7,5 km)                                | Wettbewerbe aufgrund der Verschiebung der Einzelwettkämpfe ersatzlos abgesagt. | Wettbewerbe aufgrund der Verschiebung der Einzelwettkämpfe ersatzlos abgesagt. | Wettbewerbe aufgrund der Verschiebung der Einzelwettkämpfe ersatzlos abgesagt. |

| Biathlon-Juniorenweltmeisterschaften 2024 in Otepää, 21. Februar – 2. März 2024 | Biathlon-Juniorenweltmeisterschaften 2024 in Otepää, 21. Februar – 2. März 2024 | Biathlon-Juniorenweltmeisterschaften 2024 in Otepää, 21. Februar – 2. März 2024 | Biathlon-Juniorenweltmeisterschaften 2024 in Otepää, 21. Februar – 2. März 2024 | Biathlon-Juniorenweltmeisterschaften 2024 in Otepää, 21. Februar – 2. März 2024 |
| ------------------------------------------------------------------------------- | ------------------------------------------------------------------------------- | ------------------------------------------------------------------------------- | ------------------------------------------------------------------------------- | ------------------------------------------------------------------------------- |
| Datum                                                                           | Disziplin                                                                       | Erster Platz                                                                    | Zweiter Platz                                                                   | Dritter Platz                                                                   |
| 23. Februar 2024 (Fr.)                                                          | Mixed-Staffel (W-M) (4 × 6 km)                                                  | NorwegenSivert Gerhardsen Isak Frey Maren Brännare-Gran Gro Njølstad Randby     | DeutschlandLeonhard Pfund Linus Kesper Julia Tannheimer Marlene Fichtner        | ÖsterreichOliver Lienbacher Fabian Müllauer Lara Wagner Anna Andexer            |